# Michael Herr
Michael David Herr (Syracuse, 13 aprile 1940 – New York, 23 giugno 2016) è stato un giornalista e sceneggiatore statunitense.

## Biografia
Herr è stato corrispondente al fronte durante la Guerra del Vietnam e autore dei Dispacci (1977). Quest'ultimo libro è stato definito come "il miglior libro sulla Guerra del Vietnam" dal The New York Times Book Review. Anche co-sceneggiatore di Apocalypse Now e Full Metal Jacket, ha inoltre collaborato con Richard Stanley nella scrittura della sceneggiatura originale nel 1996, per un adattamento cinematografico de L'isola del dottor Moreau. La richiesta di una successiva riscrittura di questa sceneggiatura da parte di Stanley costa ad Herr l'omissione dai credit (il film ha vinto il premio per la peggiore sceneggiatura del 1997). 

## Filmografia
- Apocalypse Now, regia di Francis Ford Coppola (1979)
- Full Metal Jacket, regia di Stanley Kubrick (1987)

## Riconoscimenti
- Candidatura Oscar alla migliore sceneggiatura non originale 1980 \ Oscar alla migliore sceneggiatura non originale 1988